# Karim Ben Cheïkh
Pour les articles homonymes, voir Ben Cheïkh.
Karim Ben Cheïkh, né le 19 mars 1977 à Tunis, est un diplomate et homme politique français. Il est élu député français lors des élections législatives françaises de 2022. Membre du parti Génération.s, fondé par Benoît Hamon, il siège au sein du groupe écologiste - Nupes de la XVIe législature.
L'élection législative de juin 2022 est cependant invalidée par le Conseil constitutionnel le 20 janvier 2023 en raison d'un problème technique sur le vote par internet qui n'est « pas imputable au candidat élu ou aux autres candidats ». Karim Ben Cheïkh est réélu le 16 avril 2023 lors de l'élection législative partielle qui suit. De nouveau candidat lors des élections législatives anticipées de 2024, il est réélu.

## Biographie

### Jeunesse et études
Fils d'une Française et d'un Tunisien, Karim Ben Cheïkh grandit en Tunisie. Il est le frère du galeriste Mehdi Ben Cheikh. Il obtient une bourse scolaire de l'AEFE et suit ses études secondaires au lycée français de La Marsa.
Il obtient une maîtrise d'administration économique et sociale à l'université Paris I Sorbonne (1999), puis effectue un troisième cycle de gestion des transformations sociales à l'Institut d'études politiques de Paris (2000). Il obtient le diplôme de l'établissement en 2002, puis un diplôme d'études approfondies en science politique, où il se spécialise en étude politiques comparées sur le monde musulman (2004).

### Parcours professionnel
Il passe avec succès le concours de conseiller des affaires étrangères du ministère des Affaires étrangères en 2006. Entre 2008 et 2012, il est troisième secrétaire de l'ambassade de France au Maroc. Cette année-là, il devient le conseiller pour l'Afrique de l'ambassade de France aux États-Unis, poste qu'il occupe jusqu'en 2014[réf. nécessaire].
En 2014, il intègre le centre d'analyse et prospective stratégique du ministère des Affaires étrangères pour la région Maghreb et Sahel. En mai 2017, il est nommé consul général de France à Beyrouth. Il occupe cette fonction jusqu'en août 2021.

### Parcours politique
Il est élu député de la neuvième circonscription des Français établis hors de France le 19 juin 2022 pour Génération.s avec 54,07 % des suffrages face à Élisabeth Moreno, ancienne ministre déléguée chargée de l'Égalité entre les femmes et les hommes, de la Diversité et de l'Égalité des chances.
Il siège au sein du groupe « Écologistes-Nupes » et devient membre de la commission des Finances. Il est désigné par ses pairs rapporteur spécial de la mission budgétaire « action extérieure de l'État » qui couvre trois programmes budgétaires du ministère de l'Europe et des Affaires étrangères (programme 105 « action de la France en Europe et dans le monde », programme 185 « diplomatie culturelle et influence » et programme 151 « Français à l'étranger et action consulaire »). Il émet un avis négatif sur la programmation budgétaire de cette mission lors de la préparation de la Loi de Finances 2023 notamment en raison de l'absence de perspectives pluriannuelles de création de postes dans l'administration consulaire.
Il est désigné président du groupe d'amitié parlementaire France-Maroc et vice-président du groupe d'amitié parlementaire France-Liban, France-Tunisie, France-Sénégal, France-Mali, France-Côte d'Ivoire, France-Guinée lors de la 16ème législature.
Le 20 janvier 2023, l'élection est annulée par le Conseil constitutionnel, en raison d'un « dysfonctionnement » technique dans la délivrance des mots de passe pour le vote électronique, qui n'est « imputable ni au candidat élu ni aux autres candidats » et qui a été de nature « à empêcher plusieurs milliers d'électeurs de prendre part au vote au premier tour »,. Un nouveau scrutin est prévu pour les 2 et 16 avril 2023, auquel il est à nouveau candidat. Après avoir passé le premier tour en éliminant notamment son prédécesseur M'jid El Guerrab (PRV), condamné pour avoir frappé un élu à coups de casque, et Grégory Zaoui, cerveau de l'arnaque à la taxe carbone, Karim Ben Cheïkh est réélu au second tour avec 67,65 % de suffrages exprimés, battant la candidate Renaissance Caroline Traverse.
À la suite de la dissolution de l'Assemblée nationale prononcée le 9 juin 2024 par le Président de la République, il est investi par le Nouveau Front Populaire comme candidat de la 9ème circonscription des Français de l'étranger. Au terme du second tour, il est élu avec 74% des voix. 
Son action au sein de la Commission des Finances, du contrôle du Budget et de l'évaluation des politiques publiques, est concentrée sur les questions budgétaires relevant de la politique extérieure de la France, les budgets et emplois du Ministère de l'Europe et des Affaires étrangères. Il devient le rapporteur budgétaire spécial. Il est l'auteur de trois rapports budgétaires sur le budget de l'action extérieure de l'Etat et d'un rapport d'évaluation sur les politiques sociales à destination des Français de l'étranger. 
Il se distingue à plusieurs reprises par des prises de position publique sur la diplomatie française envers les pays du Maghreb, du Sahel ou de l'Afrique de l'ouest notamment la condamnation de l'utilisation ou de la menace des restrictions de visas envers les pays du Maghreb et du Sahel.

## Synthèse des résultats électoraux

### Élections législatives
| Année | Parti     | Parti       | Circonscription                        | 1er tour | 1er tour | 1er tour | 2d tour | 2d tour | Issue |
| Année | Parti     | Parti       | Circonscription                        | Voix     | %        | Rang     | Voix    | %       | Issue |
| ----- | --------- | ----------- | -------------------------------------- | -------- | -------- | -------- | ------- | ------- | ----- |
| 2022  |           | G·s (NUPES) | 9e des Français établis hors de France | 6 906    | 39,99    | 1er      | 11 348  | 54,07   | Élu   |
| 2023  | 5 291     | G·s (NUPES) | 9e des Français établis hors de France | 43,24    | 8 059    | 1er      | 67,65   | Élu     |       |
| 2024  | G·s (NFP) | 18 505      | 9e des Français établis hors de France | 51,57    | 26 271   | 1er      | 74,71   | Élu     |       |